# Elimineringslopp
Eliminieringslopp, tidigare kallade utgallringslopp, är en tävlingsform inom bancykling där deltagarna har gemensam start och under loppet körs ett antal spurter där den som är sist blir utesluten (elimineras) och så fortsätter det tills det bara är en kvar − vinnaren. Placeringarna utöver siste man i spurterna saknar betydelse.
Vid starten står hälften av deltagarna på en rad längs banans ytterkant och den andra hälften på en rad längs dess innerkant. Därefter cyklar hela fältet ett neutraliserat varv, efter vilket loppet startar. Om antalet deltagare överstiger banans kapacitet hålls kvalificeringsheat, vilka körs på samma sätt som kvalificeringsheat i scratch.
Hur många varv som körs mellan spurterna beror av banans längd. Är banlängden under 200 m körs en spurt var tredje gång start-/mållinjen passeras, är den 333,33 m eller längre körs det spurt varje varv, medan vartannat varv är spurtvarv om banlängden ligger däremellan (vilket den vanligen gör), När spurtvarvet börjar ringer man i en klocka (om det inte är spurt varje varv).
Om en deltagare blir varvad utgår denne och betraktas som den som kommer sist i den följande spurten (ingen extra deltagare blir alltså utslagen denna gång). Detsamma gäller om en deltagare avbryter loppet.
En kanske udda detalj är att det är när cykelns bakhjuls bakände passerar mållinjen som avgör vem som blir sist i spurten (och inte framhjulets framkant som avgör placeringen, som i andra typer av cykellopp). När endast två återstår är det dock den vars framhjul först bryter mållinjen som är vinnare.
Elimineringslopp är även en av delgrenarna i cykelportens mångkamp kallad omnium.
Elimineringslopp körs som en egen gren vid europamästerskapen sedan 2015 och vid världsmästerskapen sedan 2021. Grenen förekommer dock endast som en del av omnium vid Olympiska spelen.
Notera att eftersom bancyklar saknar bromsar kan det ta något varv innan en eliminerad deltagare har kommit ner i så låg hastighet att denne kan lämna banan.